# العلاقات السودانية الشمال مقدونية
العلاقات السودانية الشمال مقدونية هي العلاقات الثنائية التي تجمع بين السودان وشمال مقدونيا.

## مقارنة بين البلدين
هذه مقارنة عامة ومرجعية للدولتين:
| وجه المقارنة                                              | السودان                     | شمال مقدونيا                                               |
| --------------------------------------------------------- | --------------------------- | ---------------------------------------------------------- |
| المساحة (كم2)                                             | 1.89 مليون                  | 25.71 ألف                                                  |
| عدد السكان (نسمة)                                         | 40.53 مليون                 | 2.08 مليون                                                 |
| الكثافة السكانية (ن./كم²)                                 | 21.44                       | 80.9                                                       |
| العاصمة                                                   | الخرطوم                     | إسكوبية                                                    |
| اللغة الرسمية                                             | اللغة العربية، لغة إنجليزية | اللغة المقدونية، اللغة الألبانية                           |
| العملة                                                    | جنيه سوداني                 | دينار مقدوني                                               |
| الناتج المحلي الإجمالي (بليون دولار)                      | 117.49 مليار                | 11.34 مليار                                                |
| الناتج المحلي الإجمالي (تعادل القوة الشرائية) بليون دولار | 176.55 مليار                | 29.26 مليار                                                |
| الناتج المحلي الإجمالي الاسمي للفرد دولار أمريكي          | 2.41 ألف                    | 4.85 ألف                                                   |
| الناتج المحلي الإجمالي للفرد دولار أمريكي                 | 4.07 ألف                    | 16.25 ألف                                                  |
| مؤشر التنمية البشرية                                      | 0.479                       | 0.747                                                      |
| رمز المكالمات الدولي                                      | +249                        | +389                                                       |
| رمز الإنترنت                                              | سودان                       | .mk                                                        |
| المنطقة الزمنية                                           | ت ع م+03:00، ت ع م+02:00    | توقيت وسط أوروبا، ت ع م+01:00، ت ع م+02:00، أوروبا/سكوبيه ‏ |

## منظمات دولية مشتركة
يشترك البلدان في عضوية مجموعة من المنظمات الدولية، منها:
| علم المنظمة | اسم المنظمة                               | تاريخ انضمام السودان | تاريخ انضمام شمال مقدونيا |
| ----------- | ----------------------------------------- | -------------------- | ------------------------- |
|             | الاتحاد البريدي العالمي                   | ?                    | ?                         |
|             | يونسكو                                    | 26 نوفمبر 1956       | 28 يونيو 1993             |
|             | البنك الدولي للإنشاء والتعمير             | 5 سبتمبر 1957        | 25 فبراير 1993            |
|             | وكالة ضمان الاستثمار متعدد الأطراف        | 7 نوفمبر 1991        | 19 مارس 1993              |
|             | الاتحاد الدولي للاتصالات                  | 23 أكتوبر 1957       | 4 مايو 1993               |
|             | مؤسسة التمويل الدولية                     | 21 أكتوبر 1960       | 25 فبراير 1993            |
|             | منظمة الشرطة الجنائية الدولية             | ?                    | ?                         |
|             | الأمم المتحدة                             | 12 نوفمبر 1956       | 8 أبريل 1993              |
|             | مؤسسة التنمية الدولية                     | 24 سبتمبر 1960       | 25 فبراير 1993            |
|             | منظمة حظر الأسلحة الكيميائية              | ?                    | ?                         |
|             | المركز الدولي لتسوية المنازعات الاستشارية | 9 مايو 1973          | 26 نوفمبر 1998            |

## وصلات خارجية
- موقع وزارة الخارجية السودانية